# 巴克萊灣
62°33′S 60°58′W / 62.550°S 60.967°W

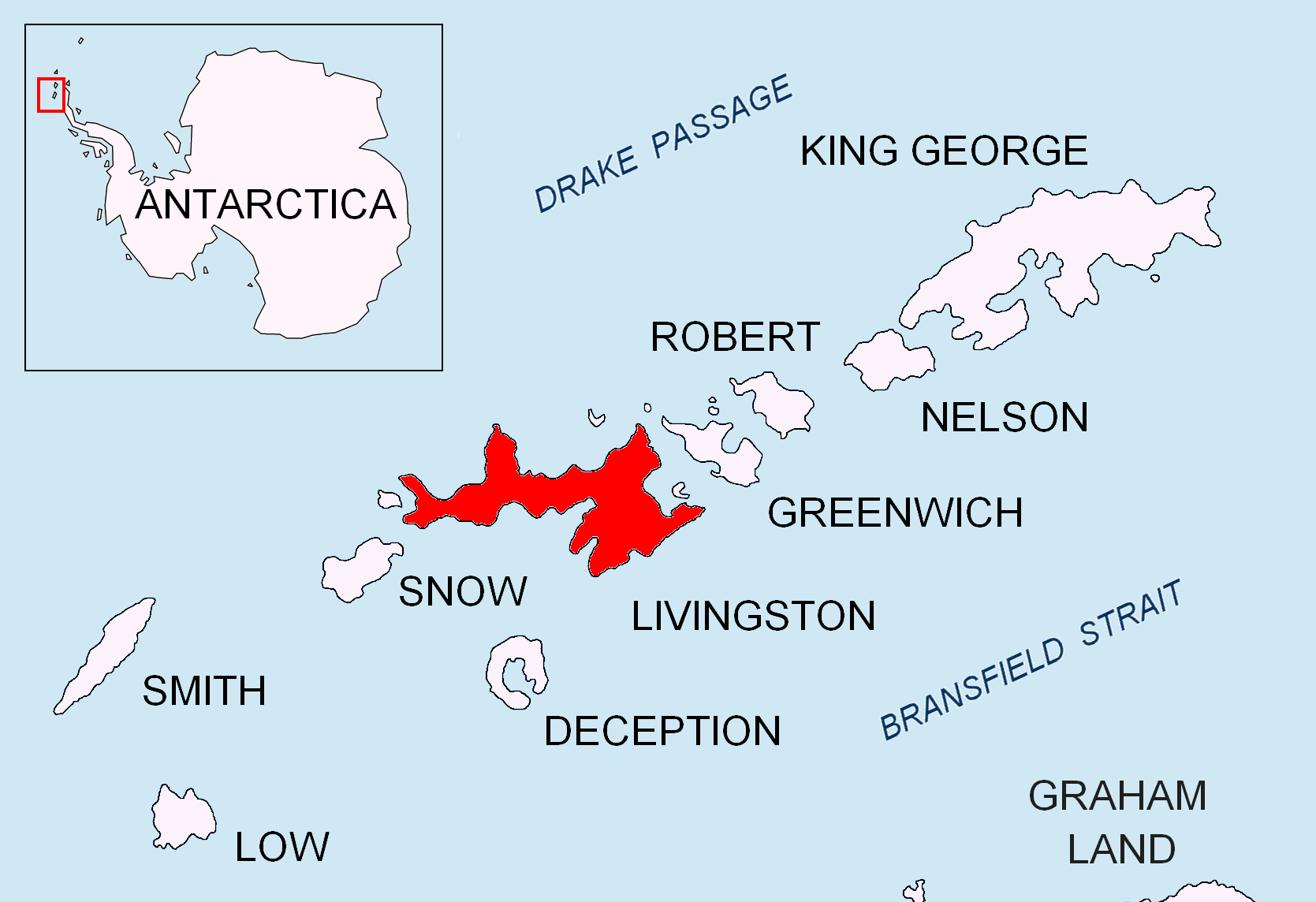

巴克萊灣（英語：Barclay Bay）是南極洲的海灣，位於南設得蘭群島的利文斯頓島北部，處於希里夫角和埃塞克斯角之間，該海灣現時由南極條約體系管理。